# Câmara Filarmónica Alemã de Bremen
A Câmara Filarmónica (português europeu) ou Filarmônica (português brasileiro) Alemã de Bremen ou, na sua forma portuguesa, de Brema (em alemão: Die Deutsche Kammerphilharmonie Bremen) é uma orquestra de câmara baseada em Bremen, Alemanha.

## História
O grupo de música foi fundado por estudantes em 1980, inicialmente sem maestro. Os músicos assumiram as responsabilidades financeiras como artísticas. No ano de 1987 a orquestra ganhou o status de orquestra profissional e mudou-se de Frankfurt am Main para Bremen em 1992.
Maestros que serviram como diretores artísticos ou maestros convidados incluem: Mario Venzago, Heinrich Schiff, Jirí Belohlávek e Thomas Hengelbrock. Daniel Harding foi o diretor musical da orquestra de 1999 até 2003. Paavo Järvi serve como diretor artístico desde 2004.
A orquestra tem gravado um número de discos pelas marcas Deutsche Grammophon, Teldec, EMI Classics, BMG, Virgin Classics, Decca, Berlin Classics, Chandos Records e PentaTone.

## No Brasil
A Filarmônica de Câmara Alemã de Bremen apresentou, em quatro dias consecutivos no mês de agosto de 2013, a integral das sinfonias de Beethoven no Theatro Municipal e na Sala São Paulo, em concertos organizados pelo Mozarteum Brasileiro. Esses espetáculos foram registrados com exclusividade pela TV e Rádio Cultura FM. 
Há seis anos, a Filarmônica de Câmara Alemã de Bremen realiza o Projeto Beethoven, dedicado às suas nove sinfonias. Ele já foi apresentado em salas de concerto nos Estados Unidos (Nova York), Europa (Paris, Varsóvia, Bonn, Estrasburgo) e Ásia (Tóquio), conquistando público e crítica. O projeto foi registrado em CD e DVD, e o documentário passado em televisão e ganhou diversos prêmios, entre eles o Echo Klassik de 2012 para Paavo Järvi, além de grande destaque na mídia. 